# J·佩卡·迈凯莱
J·佩卡·迈凯莱（芬蘭語：J. Pekka Mäkelä；1962年5月5日—），芬兰作家及文学翻译家。
迈凯莱写作过多部书籍。2018年出版的小说《湖南》获得芬兰文学奖的提名。
他的首部小说《391》（2004年）讲述的是穿梭至古典时代末期亚历山大港的时间旅行故事。第二部小说《Alshain》（2006年）定位于未来人类殖民的行星上。小说《Nedut》里尼安德特人从外空返回地球。小说《Karsta》（2009年）讲述的是人类与太阳系其他外星人大战之后的时期。小说《蚁树》（Muurahaispuu，2012年）定位于同时期的赫尔辛基。小说《Alas》（2013年）是《Alshain》的续集。
迈凯莱也把一些外语科幻小说和音乐类书籍翻译成芬兰语。
迈凯莱曾参与过綠色聯盟的政党活动。2006年起他担任过绿色联盟赫尔辛基东北区的副主席及理事会成员。在2008年的市镇议会选举中他参加赫尔辛基市议会的竞选并获得了125张选票。